# Santa María del Oro, Jalisco
Santa María del Oro är en ort i Mexiko.   Den ligger i kommunen Santa María del Oro och delstaten Jalisco, i den södra delen av landet, 400 km väster om huvudstaden Mexico City. Santa María del Oro ligger 959 meter över havet och antalet invånare är 697.
Terrängen runt Santa María del Oro är huvudsakligen kuperad. Santa María del Oro ligger nere i en dal. Runt Santa María del Oro är det mycket glesbefolkat, med 3 invånare per kvadratkilometer. Det finns inga andra samhällen i närheten. I omgivningarna runt Santa María del Oro växer huvudsakligen savannskog.